# Renholdningsselskabet af 1898
Renholdningsselskabet af 1898, i daglig tale kaldet R98, var en virksomhed, der var ejet af Københavns og Frederiksberg Kommuner, som servicerede borgerne her med indsamling af dagrenovation, haveaffald, storskrald, genbrugsglas og papir samt miljøfarligt affald, sygehusaffald og andre specielle affaldsfraktioner. Virksomheden blev opløst i 2011.
R98 var et non-profit selskab og måtte derfor ikke tjene penge på affaldshåndteringen.
Firmaet startede i 1898 under navnet Kjøbenhavns Grundejeres Renholdningsselskab, forkortet KGR. Her var opgaven at tømme og vaske latrinspande; det der i fagsproget hedder natrenovation. Spandene blev kørt til Amager, hvor man byggede en rensestation. Herfra kommer Amagers lidet flatterende tilnavn Lorteøen.
I 1984 udskiltes containerafdelingen Renoflex fra R98 pga. problemer med løsninger for erhvervsaffald og affaldsindsamling uden for dækningsområdet.
I 2003 udliciterede man en del af indsamlingsopgaverne, nærmere bestemt indsamling af haveaffald og storskrald i containere. Dette skyldtes blandt andet utilfredshed fra andre vognmandsforretninger, fordi opgaven uden udbud blev udført af ovennævnte Renoflex, og man visse steder mente, det var konkurrenceforvridende. Dette medførte en opdeling i to distrikter (nord og syd), der i dag (2006) serviceres af to forskellige firmaer.
I 2005 blev R98's 30-årige kontrakt med kommunerne om indsamling af dagrenovation erklæret ulovlig i en retssag. Herefter begyndte planlægningen af udlicitering af dette område, og samtidig vedtog man, at kundebetjeningen med tiden skulle overføres til at være en kommunal opgave. På grund af opgavens størrelse blev arbejdet udliciteret i etaper over en kort årrække. Fra 2008 til 2011 blev opgaverne udliciteret, og det nødvendige kontor- og driftpersonale overføres allerede fra 2007 og frem til kommunal ansættelse. Fra 2011 ophørte R98 med at eksistere som virksomhed.
I 2007 begyndte man at omlægge ruter som forberedelse til de tre udbudsrunder. Indtil da havde mange hold en rute, der skar gennem flere distrikter. Dette skyldtes blandt andet, at hovedfærdselsårerne skulle serviceres uden for myldretiden, og at de mere arbejdstunge villakvarterer skulle deles jævnt mellem holdene. Omlægningen betyder, at ruterne efter ændringerne skal holde sig inden for distrikterne.
- Første udbud dækker den vestlige del, omfattende Emdrup, Bispebjerg, Utterslev, Husum, Brønshøj, Vanløse og Valby
- Andet udbud dækker midterdistrikterne Frederiksberg, Nørrebro og Østerbro
- Tredje udbud dækker den østlige og sydlige del, omfattende Indre By, Vesterbro, Christianshavn, Sydhavnen og de dele af Amager, der hører til Københavns Kommune.

## Eksterne kilder
- R98´s hjemmeside Arkiveret 14. oktober 2017 hos  Wayback Machine
- miniSkralden – internt nyhedsbrev i R98